# Sony Ericsson W900i
Sony Ericsson W900i är Sony Ericssons första 3G-modell i Walkman-serien. Den har en TFT-skärm på 240x320 pixlar och 262144 färgers färgdjup. Telefonen levereras med 470 MByte inbyggt minne och möjligheten att nyttja Sonys Memory Stick PRO Duo™ och Memory Stick Duo™. Den har en inbyggd 2-megapixelkamera med autofokus och stöd för 3G-videosamtal och direktuppspelning. Den finns i färgerna svart och vit. 

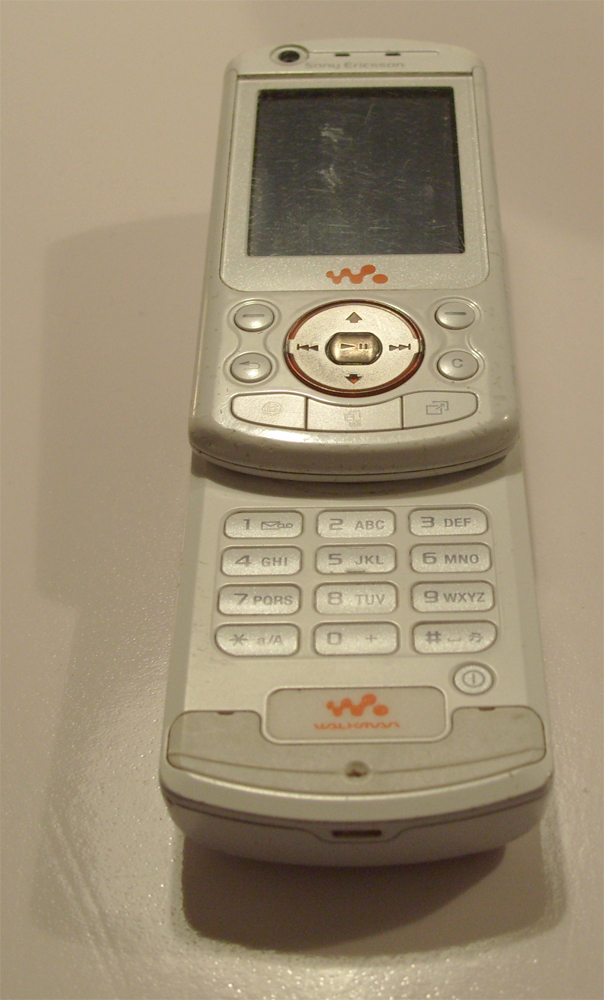
W900i uppvikt

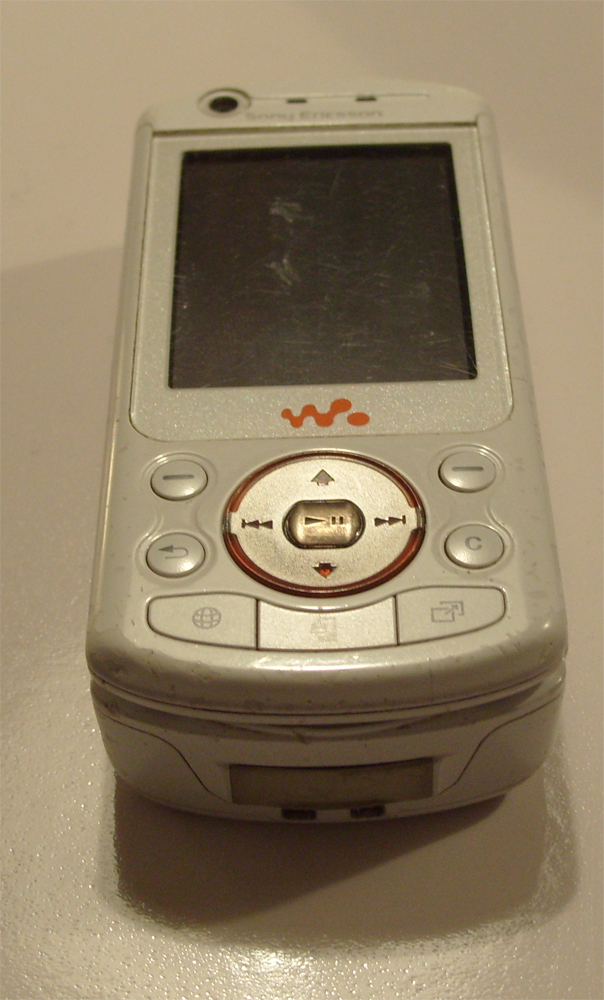
W900i hopfälld

## Nät
- GSM 900
- GSM 1800
- GSM 1900
- UMTS

## Storlek
109 x 24 x 49 mm

## Vikt
148 gram